# San Francisco de Chiu-Chiu
Le village de San Francisco de Chiu-Chiu connu sous le nom de Chiu-Chiu est situé à 30 km à l'est de la ville de Calama à 2525 mètres d'altitude. C'est une oasis qui, dans la période pré-hispanique, possédait une grande concentration de population atacameña et faisait partie du Chemin de l'Inca. Il a été conquis et évangélisée par les Espagnols, qui ont fondé la ville moderne appelée Atacama La Chica.
À la fin du XIXe siècle s'est déroulée dans le village une scène sanglante de plusieurs batailles et escarmouches entre l'armée chilienne et les guérilleros boliviens au cours de la guerre du Pacifique.
Cette ville possède un monument national : l'église San Francisco, la plus ancienne du Chili, construite en 1611. Sa structure est d'adobe et le plafond en bois de cactus. L'intérieur de l'église possède plusieurs objets parmi lesquels : une image de la Passion du Christ peinte sur les deux faces et une croix avec des bras articulés pour la porter. Une fête a lieu tous les ans, le 4 octobre.
On notera également la cuisine basée sur des produits locaux (maïs, betteraves, carottes, etc.). Plats typiques : patasca (ragoût à base de maïs, pommes de terre, légumes et viande), rôti, truite. Ils sont proposés dans les différents restaurants qui existent dans le village.

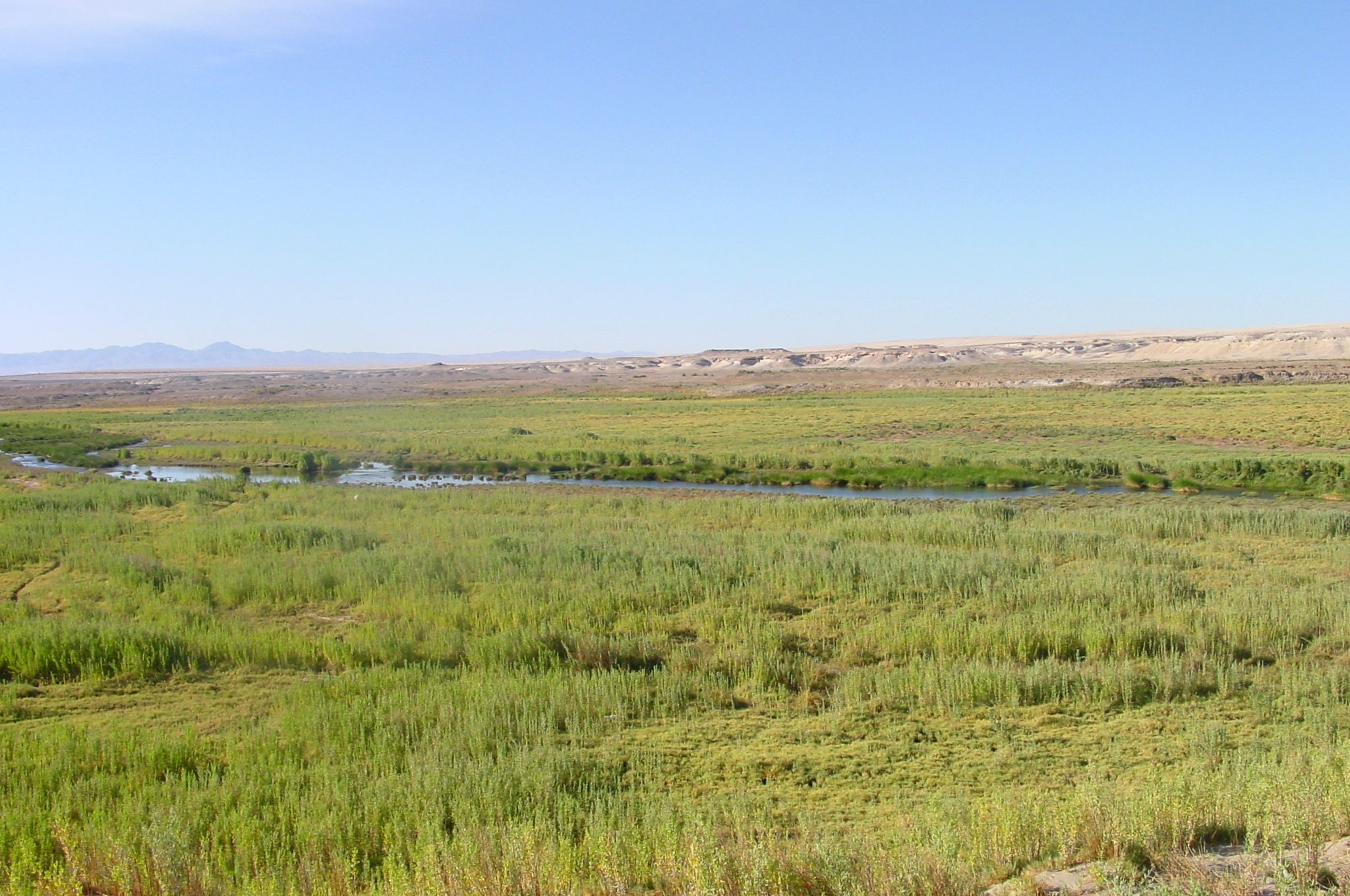
L'Oasis de Chiu-Chiu.